# Pseudogonodrepanum scitum
Pseudogonodrepanum scitum är en mångfotingart som beskrevs av Christoph D. Schubart 1945. Pseudogonodrepanum scitum ingår i släktet Pseudogonodrepanum och familjen orangeridubbelfotingar. Inga underarter finns listade i Catalogue of Life.